# Solenostoma infuscum
Solenostoma infuscum är en bladmossart som först beskrevs av William Mitten, och fick sitt nu gällande namn av Jörn Hentschel. Solenostoma infuscum ingår i släktet Solenostoma och familjen Solenostomataceae. Utöver nominatformen finns också underarten S. i. ovicalyx.